# Gur'evsk (Oblast' di Kemerovo)
Gur'evsk è una città della Russia siberiana meridionale (oblast' di Kemerovo). È il capoluogo del rajon Gur'evskij, pur essendo amministrativamente autonoma; comprende nel suo distretto urbano anche la città di Salair.
Sorge alle falde delle alture di Salair, 195 chilometri a sudest del capoluogo Kemerovo.
Gur'evsk venne fondata come insediamento operaio (rabočij posëlok) nel 1815, durante la costruzione di uno stabilimento per la lavorazione dell'argento; ottenne lo status di città nel 1938.